# 15617 Fallowfield
15617 Fallowfield (2000 HK10) là một tiểu hành tinh vành đai chính được phát hiện ngày 27 tháng 4 năm 2000 bởi nhóm nghiên cứu tiểu hành tinh gần Trái Đất phòng thí nghiệm Lincoln ở Socorro.